# Залізна Валерія Сергіївна
Вале́рія Сергі́ївна Залі́зна (* 1996) — українська трекова велогонщиця. Майстер спорту України.

## З життєпису
Народилась 1996 року. Виступала у складі жіночої команди UCI Women's Team Lviv Cycling Team та представляла Україну на міжнародних змаганнях.
2015 року перемогла в індивідуальній гонці-переслідуванні на Чемпіонаті України з велоперегонів.
Брала участь у чемпіонаті Європи з легкої атлетики 2016 року в командному спринті.

### Спортивні результати
- 2014
  - Гран-прі Галичини — 2-га в командному спринті (з Вікторією Бондар)
  - 3-тя в спринті
- 2017 — бронзова призерка чемпіонату України з велоспорту (трек) серед молоді та юніорів; представляла Луганську область[4].

Станом на 2022 рік — учитель зі спорту Харківського фахового коледжу спорту.